# Geshur, Golan Heights
Geshur (tiếng Hebrew: גְּשׁוּר, lit. Bridging) là một khu định cư của Israel và kibbutz trên sườn núi phía nam Cao nguyên Golan. Cộng đồng quốc tế coi các khu định cư của Israel ở Cao nguyên Golan là bất hợp pháp theo luật pháp quốc tế, nhưng chính phủ Israel tranh chấp điều này. Năm 2017 nó có dân số 279. [1]

## Từ nguyên
Kibbutz được đặt theo tên của một vương quốc Kinh thánh có thể có hoặc không ở cùng khu vực.

## Lịch sử

### Thời kỳ đồ đồng

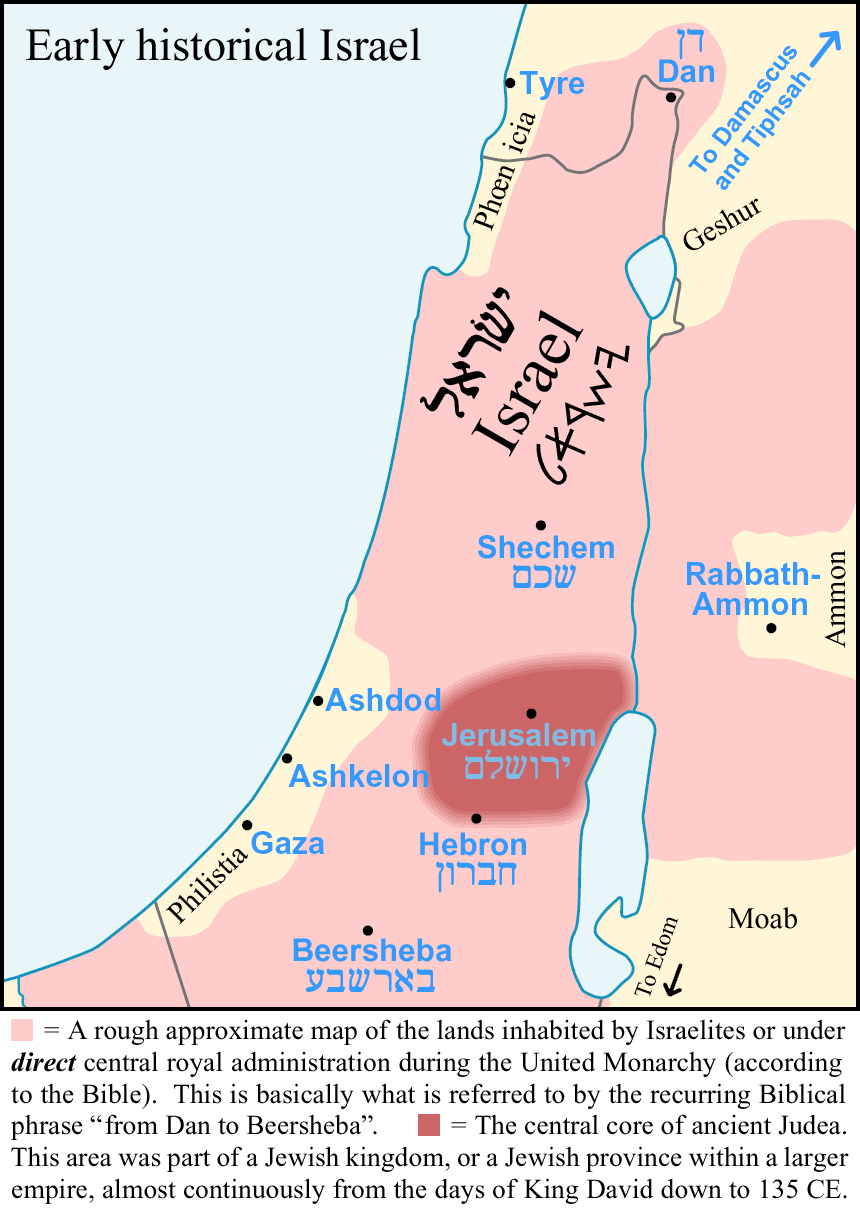
Vị trí của Geshur trong Kinh thánh

Theo Kinh thánh, vào thời vua David, Geshur là một vương quốc độc lập (Joshua 13:13). David kết hôn với Maachah, con gái của Talmai, Vua Geshur. (2 Samuel 3:3, 1 Chronicles 3:2) Con trai của bà Absalom trốn sang quê hương của mẹ mình, sau khi giết người của một nửa-anh trai và con trai cả của David, Amnon. Absalom ở đó trong ba năm trước khi được phục hồi bởi David. (sđd 13:37, 15:8) Geshur cố gắng duy trì sự độc lập khỏi vương quốc Aramean cho đến sau thời vua Solomon.

### Thời kỳ hiện đại
Kibbutz Geshur được thành lập vào năm 1971 bởi Hashomer Hatzair, một phong trào thanh niên xã hội chủ nghĩa Zion, Nó thuộc thẩm quyền của Hội đồng khu vực Golan. Geshur có dân số 150, bao gồm 35 trẻ em.
Những vườn nho Golan Heights đầu tiên được trồng ở Geshur vào năm 1976.